# Коонен, Алиса Георгиевна
Али́са Гео́ргиевна Коонен (5 (17) октября 1889, Москва — 20 августа 1974, Москва) — русская и советская актриса, народная артистка РСФСР (1935), жена А. Я. Таирова.

## Биография
Родилась 17 октября 1889 года в небогатой семье. Её отец, сын бельгийца и польки Георгий Коонен, был судебным поверенным, но клиентов имел лишь из числа соседей по дому. Мать, Алиса Львовна, из состоятельной польской семьи была хорошей музыкантшей. Однако слабое здоровье, а также большая семья не дали ей возможности давать уроки. После замужества родственники матери разорвали с ней отношения, сочтя её брак позором для семьи.
Алиса с детства мечтала стать актрисой. В 16 лет она поступила в МХТ, училась у Станиславского. Ей покровительствовал меценат Николай Тарасов. Впервые вышла на сцену МХТ в роли Гостьи в «Горе от ума» (1906). В 19 лет сыграла свою первую большую роль — Митиль в спектакле «Синяя птица» по Метерлинку (1908).
В 1913 году Алиса Коонен перешла работать в Свободный театр К. А. Марджанова, который просуществовал лишь один сезон. Там она встретила своего будущего мужа — Александра Таирова.
В 1914 году, когда он организовал Камерный театр, она перешла туда работать и вскоре стала ведущей актрисой. Обладала широким творческим диапазоном: от трагической Федры до Жирофле-Жирофля в одноимённой оперетте Ш. Лекока, но особенно большую известность она получила исполнением ролей трагического плана. В Камерном театре актриса проработала до 1949 года, когда театр был расформирован и Таиров был изгнан из театра и переведён на должность режиссёра Театра им. Е. Б. Вахтангова. Алиса Коонен последовала за ним, но к работе в театре они не приступили. В январе 1950 года Коонен и Таирову были установлены персональные пенсии союзного значения.
В годы Великой Отечественной войны Таиров и Коонен вместе с театром были эвакуированы в Балхаш Казахской ССР, а в апреле 1942 года — в Барнаул Алтайского края. В том же году Таиров вошёл в состав Еврейского антифашистского комитета.
26 августа 1946 года вышло постановление ЦК ВКП(б), практически запрещающее зарубежную драматургию. 9 мая 1949 года в ходе кампании по борьбе с космополитизмом Таиров был уволен из Камерного театра. В конце июня этого же года вместе с Алисой Коонен был переведён в Театр имени Вахтангова, но к работе не приступил. В августе 1950 года Камерный театр был переименован в Московский драматический театр имени А. С. Пушкина и тем самым прекратил своё существование. Таиров скончался в сентябре того же года.
Коонен выступала с чтецкими программами, написала воспоминания.
Скончалась в Москве. Похоронена на Новодевичьем кладбище (2 уч. 14 ряд), рядом с мужем.

## Творчество

### Роли в театре

#### МХТ
- 1908 — «Синяя птица» М. Метерлинка — Митиль
- 1911 — «Живой труп» Л. Н. Толстого — Маша
- 1912 — «Пер Гюнт» Г. Ибсена — Анитра

#### Камерный театр
- 1914 — «Сакунтала» Калидасы — Сакунтала
- 1915 — «Женитьба Фигаро» Бомарше — Сюзанна
- 1916 — «Фамира Кифарэд» И. Ф. Анненского — Вакханка
- 1916 — «Покрывало Пьеретты» А. Шницлера — Пьеретта
- 1917 — «Саломея» О. Уайльда — Саломея
- 1919 — «Адриенна Лекуврер» Э. Скриба и Э. Легуве — Адриенна
- 1920 — «Благовещение» П. Клоделя — Виолена
- 1921 — «Ромео и Джульетта» У. Шекспира — Джульетта
- 1922 — оперетта «Жирофле-Жирофля» Ш. Лекока — Жирофле-Жирофля
- 1922 — «Федра» Ж. Расина — Федра
- 1924 — «Гроза» А. Н. Островского — Катерина
- 1924 — «Святая Иоанна» Б. Шоу — Жанна
- 1926 — «Розита» А. Глобы — Розита
- 1926 — «Любовь под вязами» Ю. О’Нила — Эбби Кабот
- 1927 — «Заговор равных» М. Левидова — Мадам Талльен (запрещена постановлением Политбюро)[11]
- 1929 — «Негр» Ю. О’Нила — Элла Доуней
- 1931 — «Линия огня» Н. Никитина — Мурка, бывшая беспризорница
- 1931 — «Патетическая соната» Н. Кулиша — Она, Марина
- 1933 — «Машиналь» С. Тредуэлл — Эллен Джонс
- 1933 — «Оптимистическая трагедия» Вс. Вишневского — Комиссар
- 1934 — «Египетские ночи»: Фрагменты одноимённого произведения А. С. Пушкина, «Цезаря и Клеопатры» Б. Шоу и «Антония и Клеопатры» У. Шекспира — Клеопатра
- 1934 — «Не сдадимся» С. Семёнова — Ида Воронова, жена Капитана
- 1937 — «Дети Солнца» М. Горького — Лиза
- 1939 — «Сильнее смерти» П. Л. Жаткина и Г. Ю. Вечоры — Марина Страхова
- 1940 — «Мадам Бовари» по Г. Флоберу — Эмма Бовари
- 1943 — «Пока не остановится сердце» К. Г. Паустовского — Анна Мартынова
- 1944 — спектакль-концерт «Чайка» по А. П. Чехову — Нина Заречная
- 1944 — «Без вины виноватые» А. Н. Островского — Кручинина
- 1947 — «Жизнь в цитадели» А. М. Якобсона — Эва

### Фильмография
- 1909 — Ванька-ключник (Русская быль XVII столетия)
- 1914 — Девушка из подвала
- 1915 — Дикарка
- 1917 — В угоду Молоху любви
- 1917 — Чёрная шаль
- 1917 — Шестая заповедь — Нина Славянова

### В кинематографе
- 2004 — «Смерть Таирова» — фильм Б. Бланка, в роли Алисы Коонен Алла Демидова
- 2023 — «Раневская» — сериал Д. Петруня, роль Алисы Коонен исполнила Оксана Базилевич.

## Награды
- Орден Трудового Красного Знамени (1954)
- Народная артистка РСФСР (1935)

## Память
В 1984 году в фойе Московского драматического театра имени А. С. Пушкина была установлена мемориальная доска А. Я. Таирову и А. Г. Коонен (скульптор В. М. Клыков, архитектор Р. И. Семерджиев).

## Воспоминания, дневники, переписка
- Коонен А. Г. Страницы жизни / Ред., послесл. Ю. С. Рыбакова. — 2-е изд.. — М.: Искусство, 1985. — 446 с.
- Коонен А. Г. Моя первая героиня // Театр. — 1960. — № 11. — С. 82.
- Коонен А. Г. Из воспоминаний о Таирове // Театральная жизнь. 1961. № 11—13.
- Коонен А. Г. Мысли о воспитании актёра // Театр. 1955. № 4.
- «Я — не Ермолова, не Рашель. Я, пожалуй, — современная Адриенна Лекуврёр». Дневники А. Г. Коонен 1914—1925 гг. / Публ., вступ. статья и коммент. М. В. Хализевой // Мнемозина. Документы и факты из истории отечественного театра XX века / Ред.-сост. В. В. Иванов. М.: Индрик, 2014. Вып. 5. С. 9-175. ISBN 978-5-91674-321-0
- «…Письма ползут, разминаются в пути, пропадают…» Переписка А. Г. Коонен и А. Я. Таирова. / Публ., вступ. статья и коммент. М. В. Хализевой // Мнемозина. Документы и факты из истории отечественного театра XX века / Ред.-сост. В. В. Иванов. М.: Индрик, 2014. Вып. 5. С. 272—330. ISBN 978-5-91674-321-0
- Алиса Коонен: «Моя стихия — большие внутренние волненья». Дневники. 1904—1950 / Публ., вступ. статья и коммент. М. В. Хализевой. — М.: Новое литературное обозрение, 2021. — 768 с.: ил. ISBN 978-54448-1278-5[13]
- «Поддержите дух злополучной актрисы» А.Г. Коонен – Н.Я. Берковскому. Письма (1961–1971) / Публ. М.В. Хализевой; текстология Л.С. Дубшана; вступ. статья и коммент. М.В. Хализевой // Мнемозина. Документы и факты из истории отечественного театра XX века / Ред.-сост. В.В. Иванов. М.: Артист. Режиссер. Театр, 2024. С. 7–145. ISBN 978-5-87334-152-8